# Les Aventures des Chipmunks
Pour plus de détails, voir Fiche technique et Distribution.
Les Aventures des Chipmunks (The Chipmunk Adventure) est un film d'animation américain mettant en scène les personnages du dessin animé Alvin et les Chipmunks. 
C'est le premier long métrage des Chipmunks, réalisé par Janice Karman et sorti en 1987.

## Synopsis
Les Chipmunks et les Chipettes s'affrontent dans une course autour du monde et le premier à arriver remportera 100 000 dollars.

## Fiche technique
- Titre : Les Aventures des Chipmunks[1]
- Titre original : The Chipmunk Adventure
- Réalisation : Janice Karman
- Scénario : Ross Bagdasarian et Janice Karman
- Direction artistique : Charles Philippi, Hugh Hennesy, Kenneth Anderson, Dick Kelsey, Kendall O'Connor, Terrell Stapp, Thor Putnam, John Hubley, McLaren Stewart et Al Zinnen
- Décors : Claude Coats, Merle Cox, Ed Starr et Ray Huffine
- Conception des personnages : Joe Grant, Albert Hurter, John P. Miller, Campbell Grant, Martin Provensen et John Walbridge
- Animation :
  - Supervision de l'animation : Skip Jones, Don Spencer, Andy Gaskill, Mitch Rochon et Becky Bristow
  - Animateurs : Viki Anderson, Paul Riley, Dan Haskett, Louise Zingarelli, Glen Keane, Dave Pruiksma, David Feiss, John Norton, Raul Garcia, J.K.Kim, Chuck Harvey, David Molina, Rebecca Rees, Corny Cole, Tanya Wilson, Tim Allen, Jesse Cosio, Sean Newton,  Ken Boyer, Sue Kroyer et Tim Hauser
- Musique : Randy Edelman
  - Supervision de la musique : Rick Riccobono et Rob Matheny
- Chansons : Randy Edelman, Karman Ross Music (The Chipmunk Adventure theme song), Harry Warren, Gabriel Ruiz (I, Yi, Yi, Yi, Yi/Cuanto le Gusta), Randy Edelman, Karman Ross Music (Ronde Autour du Monde), Jay Levy, Terry Shadick (Les Reines du Rock'n'Roll) , Ross Bagdasarian Sr., Monarch Music (Venez Donc Chez Moi), Barry De Vorzon, West Valley Music (C'Est la Panique), Randy Goodrum, Karman Ross Music (Ma Maman), Domingo Samudio, Beckie Publishing Co. (Wooly Bully), Ross Bagdasarian Sr., Monarch Music (Witch Doctor), Donna Weiss, Elysee Alexander, Kerman Ross Music (Supserstars)
- Production : Ross Bagdasarian
- Société de production : Bagdasarian Productions
- Société de distribution : The Samuel Goldwyn Company, Warner Home Video (France, VHS), TF1 International (France, Cinéma)
- Budget : 6 804 312 $
- Langue : anglais
- Format : Couleurs (Technicolor) - 1,85:1 - Dolby Stéréo
- Genre : Animation, aventure, comédie et fantastique, film musical
- Durée : 78 minutes (1h 18)
- Dates de sortie :
  - France : 8 mai 1986 (Festival de Cannes)
  - États-Unis et Canada : 22 mai 1987
  - France : 15 février 1994

## Distribution

### Voix originales
- Ross Bagdasarian Jr. : Alvin Seville / Simon Seville / David Dave Seville
- Janice Karman : Théodore Seville / Brittany Miller / Jeanette Miller / Eléonore Miller
- Dody Goodman : Beatrice Miller
- Judith Barsi : Annick Starlight
- Anthony De Longis : Klaus Vorstein / Furschtein
- Susan Tyrrell : Claudia Vorstein / Furschtein
- Frank Welker : Sophie
- Ken Sansom : Inspecteur Jamal / Voix Additionnelles
- Nancy Cartwright : Prince Arabe / Voix Additionnelles
- Philip L. Clarke : Voix Additionnelles
- George Poulos : Voix Additionnelles
- Patrick Pinney : Voix Additionnelles
- Charlie Adler : Voix Additionnelles

### Voix françaises
- Marion Game : Arthur Seville (Alvin)
- Luq Hamet : Simon Seville, Théodore Seville
- Barbara Tissier : Jeanette et Eleanore Miller
- Emmanuel Jacomy : David Dave Seville / un des sbires de Claudia
- Micheline Dax : Béatrice Miller
- Séverine Morisot : Annick Starlight
- Richard Darbois : Klaus Vorstein / Furschtein
- Perrette Pradier : Claudia Vorstein / Furschtein
- Michel Barbey : Inspecteur Jamal
- Gérard Hernandez : serviteurs du prince arabe, le chef des Indigènes, Voix Additionnelles
- Jean-Claude Donda : un des sbires de Claudia, Voix Additionnelles

Version française réalisée par Alphabet Productions ; Direction artistique : Jean-Pierre Dorat

## Chansons du film
- I, Yi, Yi, Yi, Yi/Cuanto le gusta - les Chipmunks
- Ronde autour du monde (Off to see the World) - les Chipmunks
- Les Reines du rock'n'roll (The Girls of Rock'n'Roll) - les Chipmunks et les Chipettes
- Venez donc chez moi (Come On a My House) - Miss Miller
- C'est la panique (Getting Lucky) - Brittany et Jeanette
- Ma maman (My Mother) - les Chipettes
- Wooly Bully - les Chipmunks et les Indigènes
- Witch Doctor - Miss Miller
- Superstars (Diamond Dolls) - les Chipettes

## Sorties cinéma
- France : 8 mai 1986 (Festival du film de Cannes)
- États-Unis  : 22 mai 1987
- Australie : 26 décembre 1987
- Islande : 19 mars 1988
- Allemagne de l'Ouest : 24 mars 1988
- Japon : 25 novembre 1989
- Royaume-Uni : 16 novembre 1990
- Brésil : 21 juin 1991
- Irlande : 1er août 1991
- France : 15 février 1994
- Russie : 10 mai 1994
- Mexique : 15 décembre 1994
- Nouvelle-Zélande : 19 juin 1995
- Corée du Sud : 26 juillet 1995

## Sorties vidéo
- États-Unis : 1988 (VHS)
- États-Unis : 23 mai 2006 (DVD)
- États-Unis : 25 mars 2014 (Blu-Ray)

## Distinctions
Nominations
- Festival de Cannes 1986 : sélection officielle (hors compétition)
- Young Artist Awards pour le Meilleur film familial animé 1988.

## Production du film
Après le succès de sa série de dessins animés sur la chaîne NBC aux États-Unis, Ross Bagdasarian Jr. a commencé à élaborer un concept pour une durée de long métrage. Heureusement pour les Bagdasarian Productions, l'échec commercial de Taram et le Chaudron magique des Studios Disney en 1985 avait conduit à la démission de nombre d'animateurs de Disney. Bagdasarian les a rapidement embauchés pour travailler sur son film. Bagdasarian et son épouse Janice Karman ont décidé de financer le projet eux-mêmes, ayant déjà généré beaucoup de revenus pour Alvin et les Chipmunks. Ils ont également décidé de travailler avec plusieurs studios étrangers. Mais cette décision a provoqué des retards de production importants. À la fin de l'année 1986, la production a pris énormément de retard, un manque de temps et beaucoup d'argent. Des réductions notables ont été réalisés pour le film. Le film est sorti un an avant sa sortie, au Festival du film de Cannes en 1986.

## Personnages
- Alvin : c'est un tamia, dont l'enthousiasme est sans limite. Il est impulsif, charmant, amateur de musique rock'n'roll et plein de magnétisme animal. Habillé en rouge avec une casquette, il est plutôt espiègle et fonceur, prêt à faire des bêtises. C'est le « chef » de la bande car il est l'aîné. Le 30 juillet 2002, Alvin est arrivé quarante quatrième sur la liste du top 50 des meilleurs personnages de dessins animés de tous les temps.
- Simon (VF : Luq Hamet) : il possède un sens très sec de l'humour. Même s'il est très moralisateur, Simon aime Alvin, mais doute secrètement qu'ils aient la même ressource génétique. Dans le film, il n'a pas les mêmes lunettes que dans la série. Il est également le plus grand, le plus calme et le plus intelligent des trois. Il partage une subtile relation amoureuse avec Jeanette, qui est semblable à lui à bien des égards.
- Théodore (VF : Luq Hamet) : habillé en vert, il est le plus jeune des chipmunks, il aime manger, il est timide, aimant, sensible, naïf, confiant et craintif. Par contre, il doit souvent subir les disputes entre ses deux frères. Élément comique dans le film et fidèle à la série, il ne pense à rien d'autre qu'à manger.
- David Dave Séville (VF : Emmanuel Jacomy) : le père adoptif des chipmunks qui lui est humain. Il est souvent exaspéré par ses "enfants", surtout par Alvin, qui fait plein de bêtises. Il part en voyage d'affaires en France et ne se rendra compte de la présence des Chipmunks qu'à la fin du film.
- Brittany : jeune fille avide d'argent, elle a un caractère égocentrique. Étant l'aînée des Chipettes, elle leur donne des ordres, se croit plus maligne qu'elles et n'arrive pas avouer ses torts, mais elle a bon cœur et aime tendrement ses sœurs. Elle découvre que ramener un bébé manchot en Antarctique est plus important que s'enrichir.
- Jeanette : elle est la plus grande et la plus intelligente des Chipettes et donc plus raisonnable, bien qu'elle a souvent peur de le montrer.
- Eléanore : elle adore la nourriture et la cuisine crémeuse, et est heureuse de faire remarquer à Brittany que quelque chose ne va pas lorsque c'est le cas. C'est elle qui convainc Brittany de ramener le bébé manchot à ses parents.
- Béatrice Miller (VF : Micheline Dax) : elle garde souvent les Chipmunks en cas d’absence de Dave, au grand désarroi d'Alvin.
- Annick Starlight (VF : Séverine Morisot)  : petite fille de 10 ans qui aide les chipmunks à faire le tour du monde et de retourne chez elle. Elle s'est échappée des trafiquant de diamants Claudia et Klaus. Elle est aimable avec eux.
- Klaus Vorstein (VF : Richard Darbois) : trafiquant de diamants européen. Klaus n'a pas la volonté d'aller à l'extrême. Il est facilement intimidé par sa sœur Claudia, et rappelle souvent ses échecs passés. Il déteste le chien de Claudia, Sophie, et prend plaisir à l'embêter.
- Claudia Vorstein (VF : Perrette Pradier) : trafiquant de diamants européenne. Elle est extrêmement brutale, méchante, avide d'argent et pourrie gâtée.
- Sophie Vorstein  (VO : Frank Welker) : le yorkshire Terrier de Claudia tourmenté par Klaus. Elle a l'air d'être agréable mais s'avère être aussi impitoyable que sa propriétaire, comme lorsqu'elle déchire les chaussettes de Klaus
- Inspecteur Jamal (VF : Michel Barbey) : détective d'Interpol qui tente de saisir Claudia et Klaus depuis plusieurs années.
- un prince arabe (VF : Rachid Ferrache?) embarrassant et gâté qui veut Brittany pour femme. Il est égocentrique et ne pense pas au malheur des autres. Il s'agit d'un méchant écarté. On ne sait pas ce qu'il devient.
- Le chef Indigène (VF : Gérard Hernandez) fait kidnapper Théodore pour en faire « le prince d'abondance ». Alvin et Simon, partis à la recherche de leur frère, sont capturés et menacés de mort s'ils ne rendent pas service à Théodore. Selon une légende, le prince d'abondance doit être sacrifié à la pleine lune et les Chipmunks sont suspendus au-dessus d'une fosse à crocodiles. Alvin demande en dernière faveur si ses frères et lui pourraient chanter une chanson, ce à quoi le chef répond "Wooly Bully". Après la chanson, les Chipettes sauvent les garçons au dernier moment, le chef indigène, voulant les retenir, saute et échappe de justesse aux crocs d'un crocodile.

## Autour du film
- Ce film n'est jamais diffusé à la télévision française.
- Les lunettes de Simon ne sont pas les mêmes que celles qu'il porte dans la série.
- Ce film contient plusieurs erreurs, notamment une poupée à l'effigie d'Alvin devenant une poupée à l'effigie de Simon lors de la chanson "Ronde Autour du Monde" et les Chipettes portant leurs vêtements habituels pendant quatre secondes, à la place de ceux que leur avait donné les serviteurs du prince arabe, lors de la chanson "Wooly Bully".
- The Chipmunk Adventure est dédié à Tiger Lily, le chien de Ross Bagdasarian Jr. et Janice Karman.
- Dans le film, les noms d'Alvin et Brittany sont francisés sous les noms d'Arthur et Stéphanie, tandis que les Chipmunks sont francisés en Pommes Chips.

## Sortie au cinéma et accueil du public
The Chipmunk Adventure est sorti le 22 mai 1987. Il sort dans la foulée aux États-Unis. Après une recette de 2 584 720 $ le week-end de sa sortie, les entrées se sont limitées à 6 804 312 $ en Amérique du Nord.  Mais il n'eut aucun succès. Il n'a gagné que 6 millions de dollars sur un budget dans lequel Ross Bagdasarian Jr. et sa femme ont dépensé des sommes considérables prises sur les recettes de la série des années 1980 dont s’inspire le film. C’est un échec critique et commercial. Le site rottentomatoes.com lui donne une note basée sur seulement sept critiques, dont trois sont totalement négatives au sujet du personnage de Miss Miller. 
Le résultat au box-office est très mauvais - les entrées aux États-Unis ne font gagner que 71 368 $ -, le pire échec de Ross Bagdasarian Jr.. Néanmoins, le film est devenu, du moins aux États-Unis, une sorte de classique. Des extraits ont été édités en France sur des compilations VHS.
Le film a été édité au début des années 1990 sur support VHS au format PAL dans plusieurs pays européens dont le Royaume-Uni, d'Amérique latine et d'Asie (dont Hong Kong). Le Japon a vu l'édition de VHS au format NTSC, de vidéo Betamax et aussi de Laserdisc avec sous-titres grâce au fait que le film y est tombé dans le domaine public. Une version pirate du LaserDisc au format NTSC a été produite à Hong Kong à partir de la version PAL britannique. Certains pays ont connu des rééditions de ces VHS en 1991-1992 et parfois en 1997. Son échec commercial fait qu'il est indisponible en DVD à ce jour, notamment en France. Le 25 mars 2014, le film sort pour la première fois en haute définition Bluray aux États-Unis.